# Zaciosy (wada drewna)
Zaciosy – uszkodzenia drewna spowodowane narzędziami tnącymi w czasie życia drzewa, niedługo po ścince drzewa np. w trakcie okrzesywania czy okorowania, albo w czasie transportu sortymentów drzewnych.
Zacios w leśnictwie często jest rozpatrywany jako zabitka.